# ارینا یاماگوچی
ارینا یاماگوچی (انگلیسی: Erina Yamaguchi؛ زاده ۱۹ اکتبر ۱۹۸۵) یک مانکن اهل ژاپن است.